# Campanile sera
Campanile sera è stato un gioco televisivo andato in onda dal 5 novembre 1959 al 2 ottobre 1962 sul Programma Nazionale. Veniva trasmesso il giovedì sera alle 21 ed era condotto da Mike Bongiorno, Renato Tagliani (poi sostituito da Enza Sampò) ed Enzo Tortora. Uno dei registi fu, per vari anni, Gianni Serra.
Si trattò del primo esempio di "gioco collettivo", in quanto veniva data la possibilità di giocare al pubblico che partecipava alla trasmissione e a quello da casa.

## Meccanismo
Si trattava di un quiz, con domande rivolte a concorrenti di un paese del Nord Italia e di una località del Sud, alle quali venivano abbinate anche prove atletiche.
In questo modo il pubblico veniva a conoscenza della realtà dei piccoli paesi italiani ed infatti il filmato che dava inizio alla puntata del quiz descriveva il paesaggio e la realtà produttiva dei comuni in gara.
Il programma ebbe un successo clamoroso, tanto che venne trasmesso per oltre cento puntate. Questo successo fece sì che il format venisse venduto in Francia, dove fu ribattezzato Intervilles (dal quale, a sua volta, derivò Giochi senza frontiere).
Nata dal programma radiofonico Il Gonfalone, la trasmissione si fondava su uno dei caratteri peculiari della nazione: la sua frammentazione in entità geografiche dotate di peculiarità linguistiche e culturali tutte da scoprire.